# Blood Red Shoes
Blood Red Shoes is een tweemans band uit Brighton, Engeland. De band bestaat uit Laura-Mary Carter op elektrische gitaar en Steven Ansell op drums. Blood Red Shoes maakt een mengeling van grunge, noiserock en indierock.

## Biografie

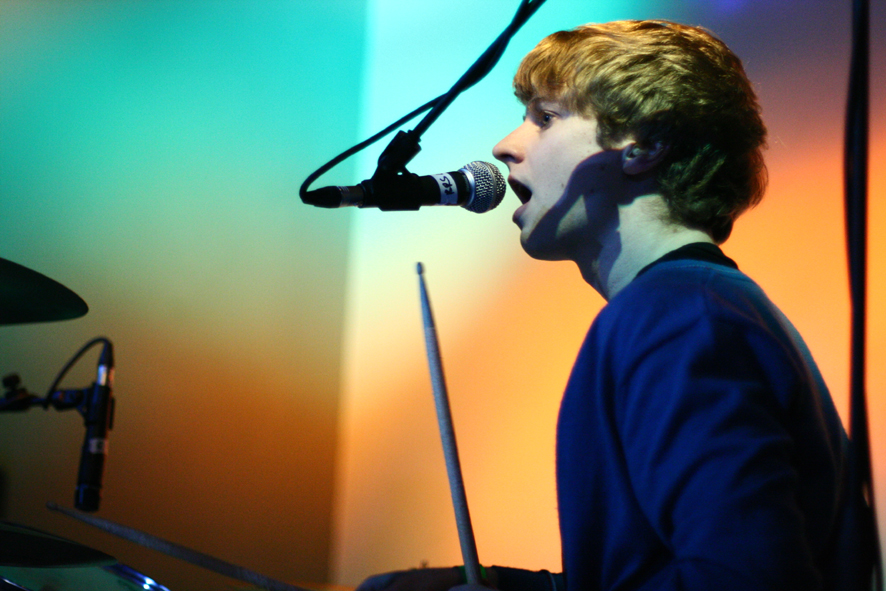
Steven Ansell.

De band begon in 2004, trad in de periode voorafgaand aan het debuutalbum meer dan driehonderd keer op en gaf zes singles uit. In april 2007 tekenen ze een contract bij V2. Door de verkoop van V2 aan Universal verplaatste dit contract zich naar een sublabel van Universal, Mercury Records. De band trad een aantal malen op in Nederland en België, onder andere op het London Calling festival van 2007. Door de verschuivingen van het platencontract loopt de uitgave veel vertraging op. De uitgave van het debuutalbum Box of Secrets komt uiteindelijk uit in april 2008. Het hectische tourschema van voor de uitgave wordt voortgezet en leidt tot een massale festival- en mediabelangstelling voor de band.
In 2008 treedt de band nogmaals op tijdens London Calling, in het Groningse Vera en het Utrechtse EKKO en daarnaast op Pinkpop en Lowlands. In 2009 sluit het duo de optredens in de Clubtent af op de tweede dag van Pukkelpop. Naast deze optredens in Nederland en België treedt de band op in 23 verschillende landen op vrijwel elk groot festival (in Engeland bijvoorbeeld op ATP en Leeds). Eind 2008 lopen de spanningen vanwege de grote media-druk op en verlopen een aantal optreden in Duitsland minder goed en met ruzie met het publiek. De band neemt een aantal maanden afstand van optreden om de studio in te duiken en rust te krijgen. Zo hier en daar doen ze korte tours van een à twee weken, waarbij ze onder andere de-Affaire aandoen in de zomer van 2009.
In het najaar verschenen de eerste voorreleases van het tweede album via muziekwebsites. Op 1 maart 2010 bracht het duo het tweede album Fire Like This uit. Hiervan was Light It Up de eerste single. Het album volgde de koers van het eerste album, maar was minder gericht op eenvoudige popsingles en volgde een iets experimentelere koers. De kritieken op het album waren overwegend zeer goed (gemiddeld vier uit vijf sterren). De band startte een Engelse tournee, gevolgd door een Europese tournee, waarbij de meeste concerten in Nederland uitverkocht raakten.
Het derde album In Time to Voices komt uit op 26 maart 2012 met Cold als single. Dit album kent in vergelijking tot de eerste twee albums een meer ingetogen geluid.
In maart 2014 verscheen het vierde, titelloze, album van de band. In januari 2019 werd het album Get Tragic uitgebracht. 
Naar eigen zeggen is de band beïnvloed door Nirvana, Pixies, Blur, PJ Harvey, Joy Division, Sonic Youth, Blonde Redhead, David Bowie, Unwound, the Beatles, Queen, AC/DC, The Lapse, Shellac, Sleater Kinney, Babes in Toyland en vele anderen.

## Discografie

### Studioalbums
| Titel             | Details                                          | Hoogste posities in de hitlijsten | Hoogste posities in de hitlijsten | Hoogste posities in de hitlijsten | Hoogste posities in de hitlijsten | Hoogste posities in de hitlijsten | Hoogste posities in de hitlijsten | Hoogste posities in de hitlijsten | Hoogste posities in de hitlijsten |
| Titel             | Details                                          | VK                                | VK Indie                          | VK Rock                           | BEL (FL)                          | BEL (WA)                          | GER                               | NLD                               | SCO                               |
| ----------------- | ------------------------------------------------ | --------------------------------- | --------------------------------- | --------------------------------- | --------------------------------- | --------------------------------- | --------------------------------- | --------------------------------- | --------------------------------- |
| Box of Secrets    | - Publicatie: 14 april 2008 - Label: Mercury     | 47                                | —                                 | —                                 | 58                                | —                                 | —                                 | 73                                | 62                                |
| Fire like This    | - Publicatie: 1 maart 2010 - Label: V2           | 95                                | —                                 | —                                 | 42                                | —                                 | —                                 | 48                                | —                                 |
| In Time to Voices | - Publicatie: 26 maart 2012 - Label: V2          | 61                                | —                                 | 5                                 | 63                                | —                                 | 75                                | 78                                | 83                                |
| Blood Red Shoes   | - Publicatie: 3 maart 2014 - Label: Jazz Life    | 49                                | 8                                 | —                                 | 74                                | 111                               | 47                                | 69                                | 81                                |
| Get Tragic        | - Publicatie: 25 januari 2019 - Label: Jazz Life | 58                                | 3                                 | —                                 | 117                               | —                                 | 60                                | —                                 | 57                                |
| Ghosts on Tape    | - Publicatie: 14 januari 2022 - Label: Jazz Life | —                                 | 9                                 | —                                 | —                                 | —                                 | —                                 | —                                 | 95                                |

### Extended plays (ep's)
- 2013: Water (21 januari)

- 2021: Ø (18 juni)

### Singles
| 2005 | Victory for the Magpie | —   | —  | —  | Non-album singles |
| 2006 | Stitch Me Back / Meet Me at Eight                                                                                                   | —   | —  | —  | Non-album singles |
| 2006 | ADHD / Can't Find the Door | —   | —  | —  | Non-album singles |
| 2006 | You Bring Me Down / Try Harder | 169 | 12 | —  | I'll Be Your Eyes |
| 2007 | It's Getting Boring by the Sea | —   | —  | —  | I'll Be Your Eyes |
| 2007 | I Wish I Was Someone Better | 186 | —  | 51 | Box of Secrets    |
| 2008 | You Bring Me Down (herpublicatie)                                                                                                   | 64  | —  | 27 | Box of Secrets    |
| 2008 | Say Something, Say Anything | 79v | —  | 26 | Box of Secrets    |
| 2008 | This Is Not for You | —   | —  | 44 | Box of Secrets    |
| 2010 | Light It Up | —   | —  | —  | Fire Like This    |
| 2010 | Don't Ask / We Get Bored | —   | —  | —  | Fire Like This    |
| 2010 | Heartsink / Into the Night | —   | —  | —  | Fire Like This    |
| 2012 | Cold | —   | —  | —  | In Time To Voices |
| 2012 | In Time To Voices | —   | —  | —  | In Time To Voices |
| 2014 | The Perfect Mess | —   | —  | —  | Blood Red Shoes   |
| 2014 | An Animal | —   | —  | —  | Blood Red Shoes   |
| 2014 | Speech Coma | —   | —  | —  | Blood Red Shoes   |
| 2017 | Eye To Eye | —   | —  | —  | Get Tragic        |
| 2017 | Bangsar | —   | —  | —  | Get Tragic        |
| 2018 | God Complex | —   | —  | —  | Non-album singles |
| 2018 | Call Me Up Victoria | —   | —  | —  | Non-album singles |
| 2018 | Mexican Dress | —   | —  | —  | Get Tragic        |
| 2018 | Howl | —   | —  | —  | Get Tragic        |
| 2018 | Find My Own Remorse | —   | —  | —  | Get Tragic        |
| 2021 | Morbid Fascination | —   | —  | —  | Ghosts on Tape    |
| 2021 | I Am Not You | —   | —  | —  | Ghosts on Tape    |
| 2022 | Murder Me | —   | —  | —  | Ghosts on Tape    |
|      | "—" geeft singles aan die niet in de hitlijsten zijn opgenomen, nog niet in de hitlijsten zijn opgenomen of niet zijn uitgebracht.. |     |    |    |                   |

### Compilaties
- 2007: I'll Be Your Eyes – (V2 Records) 25 juni
- 2015: Tied at the Wrist – (Jazz Life) 26 november

### Andere optredens
- The Gaslight Anthem – Halloween (alleen voor fans 7") – Laura-Mary Carter zingt gastvocalen
- 1984, Influenza (album) – januari 2013 – geproduceerd door Steven Ansell en Laura-Mary Carter
- Us Baby Bear Bones, Usari ep – May 2014 – geproduceerd door Steven Ansell
- Thumpers Together ep – 9 November 2014 – Laura-Mary Carter zingt gastvocalen op Parachute

## Hitnoteringen

### Albums
| Album met eventuele hitnotering(en) in de Nederlandse Album Top 100 | Datum van verschijnen | Datum van binnenkomst | Hoogste positie | Aantal weken | Opmerkingen |
| ------------------------------------------------------------------- | --------------------- | --------------------- | --------------- | ------------ | ----------- |
| Victory for the Magpie                                              | 07-2005               | -                     |                 |              | Ep          |
| I'll be your eyes                                                   | 2007                  | -                     |                 |              | Ep          |
| Box of secrets                                                      | 14-04-2008            | 19-04-2008            | 73              | 4            |             |
| Fire like this                                                      | 26-02-2010            | 06-03-2010            | 48              | 3            |             |
| In time to voices                                                   | 26-03-2012            | 31-03-2012            | 78              | 1            |             |
| Blood Red Shoes                                                     | 03-03-2014            | 08-03-2014            | 69              | 1            |             |
| Get Tragic                                                          | 25-01-2019            | -                     |                 |              |             |

| Album met hitnotering(en) in de Vlaamse Ultratop 200 albums | Datum van verschijnen | Datum van binnenkomst | Hoogste positie | Aantal weken | Opmerkingen |
| ----------------------------------------------------------- | --------------------- | --------------------- | --------------- | ------------ | ----------- |
| Box of secrets                                              | 2008                  | 26-04-2008            | 58              | 4            |             |
| Fire like this                                              | 2010                  | 13-03-2010            | 42              | 4            |             |
| In time to voices                                           | 2012                  | 07-04-2012            | 63              | 1            |             |
| Blood Red Shoes                                             | 03-03-2014            | 08-03-2014            | 74              | 5            |             |
| Get Tragic                                                  | 25-01-2019            | 02-02-2019            | 117             | 1            |             |

### Singles
| Single met eventuele hitnotering(en) in de Nederlandse Top 40 | Datum van verschijnen | Datum van binnenkomst | Hoogste positie | Aantal weken | Opmerkingen |
| ------------------------------------------------------------- | --------------------- | --------------------- | --------------- | ------------ | ----------- |
| Stitch me back / Meet me at eight                             | 20-02-2006            | -                     |                 |              |             |
| A.D.H.D                                                       | 15-05-2006            | -                     |                 |              |             |
| You bring me down                                             | 20-11-2006            | -                     |                 |              |             |
| It's getting boring by the sea                                | 11-06-2007            | -                     |                 |              |             |
| I wish I was someone better                                   | 29-10-2007            | -                     |                 |              |             |
| You bring me down - (Reissue)                                 | 04-02-2008            | -                     |                 |              |             |
| Say something, say anything                                   | 07-04-2008            | -                     |                 |              |             |

## Instrumenten

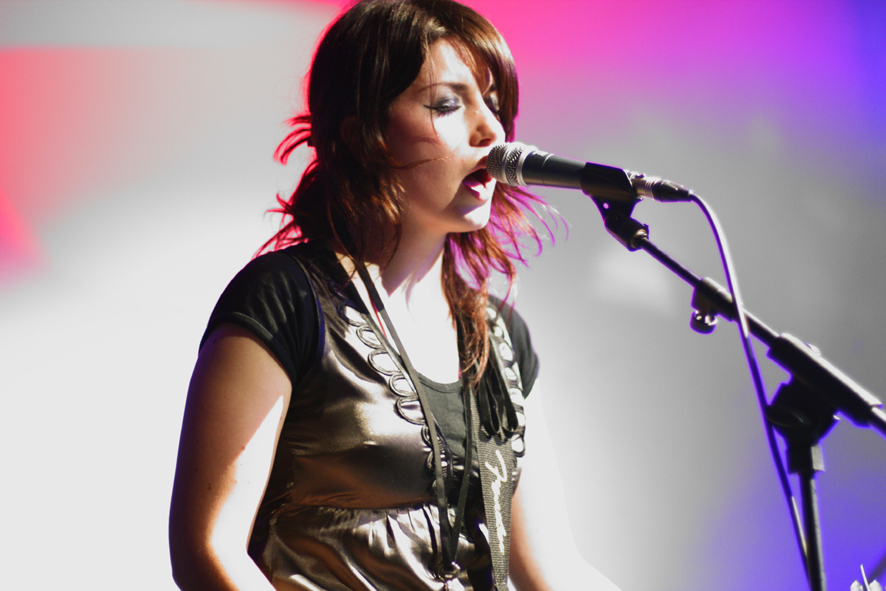
Laura-Mary Carter.

### Laura-Mary Carter
- Fender American Telecaster[2]
- Fender Japanese '62 Reissue Telecaster (op eBay verkocht)
- Springtime gitaar
- Marshall DSL50 JCM2000 Head[3]
- Marshall 1960A Cabinet
- Boss DD-6[4]
- Boss TU-2[5]
- Marshall Guv'nor GV-2 Plus[6]
- Electro-Harmonix Big Muff Pi[7]